# 중행성
중행성(中行星, mesoplanet)은 플래니모 중 수성보다 작지만 세레스보다 큰 천체이다. 이 용어는 아이작 아시모프가 만들었다. 적도 반지름을 기준으로 크기를 정의하면 중행성은 반지름이 약 500km에서 2,500km 사이여야 한다.

## 역사
이 용어는 아시모프의 수필 "이름이란 무엇인가?"에서 처음 사용되었으며, 1980년대 후반 로스앤젤레스 타임스에 처음 실렸고 1990년 그의 저서 프론티어스에 재수록되었다. 이 용어는 나중에 그의 수필 "믿을 수 없을 정도로 줄어드는 행성"에서 다시 다루어졌는데, 이 수필은 The Magazine of Fantasy and Science Fiction에 처음 실렸고 그 다음 The Relativity of Wrong (1988)이라는 선집에 실렸다.

아시모프는 태양계에 많은 행성체(즉, 태양과 자연 위성이 아닌)가 있으며 "주요 행성"과 소행성을 나누는 경계선은 필연적으로 임의적이라고 언급했다. 아시모프는 의심할 여지 없이 주요 행성으로 간주되는 가장 작은 행성체인 수성과 의심할 여지 없이 소행성으로 간주되는 가장 큰 행성체인 세레스 사이에 크기상 큰 간극이 있다는 점을 지적했다. 당시 알려진 행성체 중 이 간극에 속하는 것은 명왕성뿐이었다. 아시모프는 명왕성이 주요 행성에 속하는지 소행성에 속하는지를 임의로 결정하는 대신, 수성과 세레스 사이의 크기 간극에 속하는 모든 행성체를 중행성(mesoplanet)이라고 부르자고 제안했는데, 왜냐하면 "mesos"는 그리스어로 "중간"을 의미하기 때문이다.
...나의 제안은 수성 이상을 모두 주요 행성이라고 부르고, 세레스 이하를 모두 소행성이라고 부르며, 수성과 세레스 사이의 모든 것을 "중행성"(그리스어로 "중간"을 의미하는 단어에서 유래)이라고 부르자는 것이다. 현재로서는 명왕성이 알려진 유일한 중행성이다. — I. 아시모프 (1988)

오늘날 이 정의에 포함될 것으로 알려진 천체는 명왕성, 에리스, 하우메아, 마케마케, 225088 공공, 50000 콰오아, 아마도 90377 세드나, 그리고 어쩌면 90482 오르쿠스이다. 이 여덟 천체는 세레스와 함께 천문학자들이 일반적으로 왜행성이라고 동의하는 천체이다(오르쿠스에 대해서는 약간의 의구심이 있지만). 다른 더 작은 천체들도 제안되었지만, 천문학자들은 이들의 왜행성 여부에 대해 의견이 일치하지 않는다.

## 같이 보기
- 왜행성
- 준행성